# Веселківська сільська рада
Веселківська сільська рада (до 1954 року — Вищикусівська сільська рада) — колишня адміністративно-територіальна одиниця та орган місцевого самоврядування у Любарському районі Житомирської, Бердичівської округ, Вінницької і Житомирської областей УРСР та України з адміністративним центром у с. Филинці (до 2010 року — у с. Веселка).

## Населені пункти
Сільській раді були підпорядковані населені пункти:
- с. Филинці
- с. Веселка
- с. Михайлівка

## Населення
Кількість населення ради, станом на 1923 рік, становила 1 390 осіб, кількість дворів — 337.
Відповідно до перепису населення СРСР, станом на 17 грудня 1926 року, чисельність населення ради становила 1 465 осіб, з них, за статтю: чоловіків — 698, жінок — 767; етнічний склад: українців — 1 447, росіян — 4, євреїв — 2, поляків — 12. Кількість господарств — 349, з них, несільського типу — 8.
Відповідно до результатів перепису населення СРСР, кількість населення ради, станом на 12 січня 1989 року, складала 846 осіб.
Станом на 5 грудня 2001 року, відповідно до перепису населення України, кількість мешканців сільської ради складала 759 осіб.

## Склад ради
Рада складалась з 14 депутатів та голови.

## Керівний склад сільської ради
| ПІБ                          | Основні відомості                                                                      | Дата обрання | Дата звільнення |
| ---------------------------- | -------------------------------------------------------------------------------------- | ------------ | --------------- |
| Ковальчук Микола Григорович  | Сільський голова, 1942 року народження, освіта, член Комуністичної партії України      | 26.03.2006   | 31.10.2010      |
| Ковальчук Микола Григорович  | Сільський голова, 1942 року народження, освіта вища, член Комуністичної партії України | 31.10.2010   | 30.04.2013      |
| Свінціцька Таїсія Вікторівна | Сільський голова, 1968 року народження, освіта вища, позапартійна                      | 15.12.2013   |                 |

Примітка: таблиця складена за даними джерела

## Історія
Створена 1923 року, як Вищикусівська, в складі сіл Вищикуси та Михайлівка Красносільської волості Полонського повіту Волинської губернії. 7 березня 1923 року увійшла до складу новоствореного Любарського району Житомирської округи. Станом на 15 червня 1926 року на обліку в раді перебували хутори Баюрського, Василівських, Кубіянівка та Янечка, котрі, станом на 1 жовтня 1941 року, не перебувають на обліку населених пунктів.
Станом на 1 вересня 1946 року сільрада входила до складу Любарського району Житомирської області, на обліку в раді перебували села Вищикуси та Михайлівка.
Ліквідована 11 серпня 1954 року, відповідно до указу Президії Верховної ради УРСР «Про укрупнення сільських рад по Житомирській області»; територію та населені пункти включено до складу Великобраталівської сільської ради Любарського району Житомирської області. Відновлена 10 травня 1972 року як Веселківська, відповідно до рішення Житомирського облвиконкому № 194 «Про ліквідацію, утворення, окремих сільрад та зміни в адміністративному підпорядкуванні деяких населених пунктів Любарського і Малинського районів», в складі сіл Веселка і Михайлівка Великобраталівської та Филинці Панасівської сільських рад Любарського району з центром у с. Веселка. 18 березня 2010 року, відповідно до рішення Житомирської обласної ради, адміністративний центр перенесено до с. Филинці без зміни назви ради.
Ліквідована 20 листопада 2017 року через об'єднання до складу Любарської селищної територіальної громади Любарського району Житомирської області.